# Papilio dospassosi
Papilio dospassosi is een vlinder uit de familie van de pages (Papilionidae). De wetenschappelijke naam van de soort is voor het eerst geldig gepubliceerd in 1969 door Rutimeyer. Deze naam wordt wel beschouwd als een synoniem van Papilio chiansiades.